# Petra van Staveren
Petra van Staveren (Kampen, Países Bajos, 2 de junio de 1966) es una nadadora neerlandesa retirada especializada en pruebas de estilo braza, donde consiguió ser campeona olímpica en 1984 en los 100 metros.

## Carrera deportiva
En los Juegos Olímpicos de Los Ángeles 1984 ganó la medalla de oro en los 100 metros estilo braza, con un tiempo de 1:09.88 segundos que fue récord olímpico, por delante de la canadiense Anne Ottenbrite y la francesa Catherine Poirot.
Y en el Campeonato Mundial de Natación de 1986 celebrado en Madrid ganó el bronce en los relevos de 4x100 metros estilos, nadando el largo de braza.

## Palmarés internacional
| Juegos Olímpicos               | Juegos Olímpicos              | Juegos Olímpicos  | Juegos Olímpicos |
| Año                            | Lugar                         | Medalla           | Prueba           |
| ------------------------------ | ----------------------------- | ----------------- | ---------------- |
| 1984                           | Los Ángeles ( Estados Unidos) | Medalla de oro    | 100 m braza      |
| Campeonato Mundial de Natación |                               |                   |                  |
| Año                            | Lugar                         | Medalla           | Prueba           |
| 1986                           | Madrid ( España)              | Medalla de bronce | 4x100 m estilos  |
| Campeonato Europeo de Natación |                               |                   |                  |
| Año                            | Lugar                         | Medalla           | Prueba           |
| 1983                           | Roma ( Italia)                | Medalla de plata  | 4x100 m estilos  |